# Château d'Abbadie
Château d'Abbadie je francouzský zámek ležící na baskickém pobřeží v Hendaye, v departementu Pyrénées-Atlantiques. Byl postaven dle plánů architekta Eugène Viollet-le-Duca v neogotickém stylu v letech 1860 až 1870.

## Historie
Byl postaven na zakázku Antoina Thomsona d'Abbadie, astronoma a objevitele, ale také antropologa a lingvisty, člena Académie des Sciences, který zde nechal zbudovat observatoř v gotickém slohu. Je zde knihovna, astronomická observatoř, kaple a obytné části.

## Současnost
Zámek je v současnosti majetkem Académie des sciences, které ho majitel odkázal roku 1895, s podmínkou, že v čele observatoře bude stát kněz.
K zámku patří i 250 ha půdy, které jsou částečně vlastněny Conservatoire du littoral a spravuje je město Hendaye.